# Nådendal
Naantali leder hit. För fartyget med detta namn, se Naantali (robotbåt, 1992)

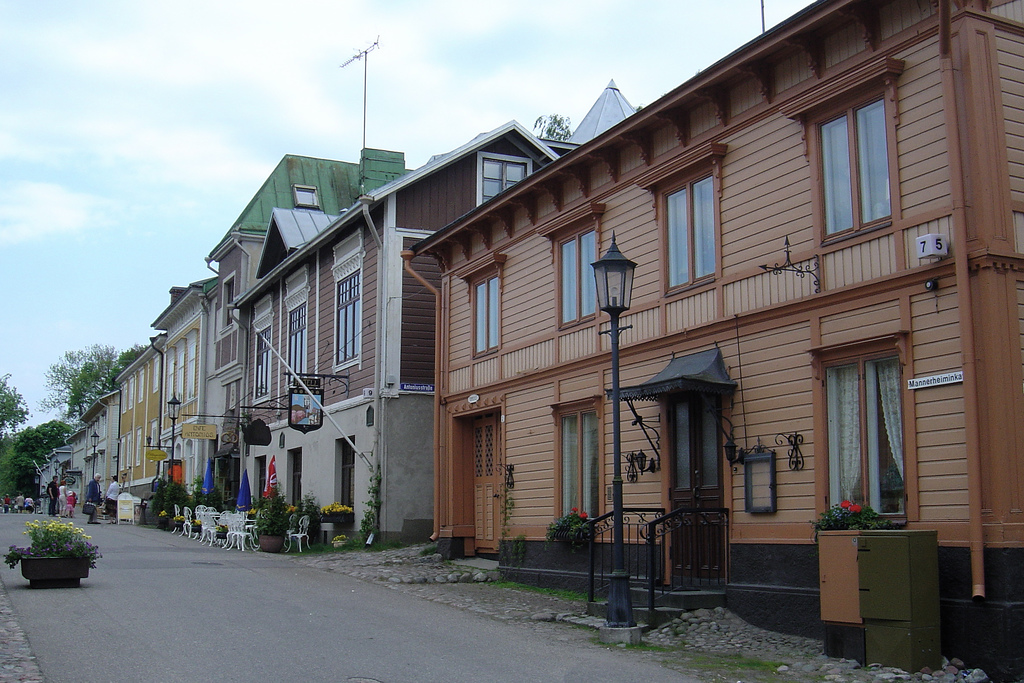
Mannerheimgatan i Nådendal gammelstaden

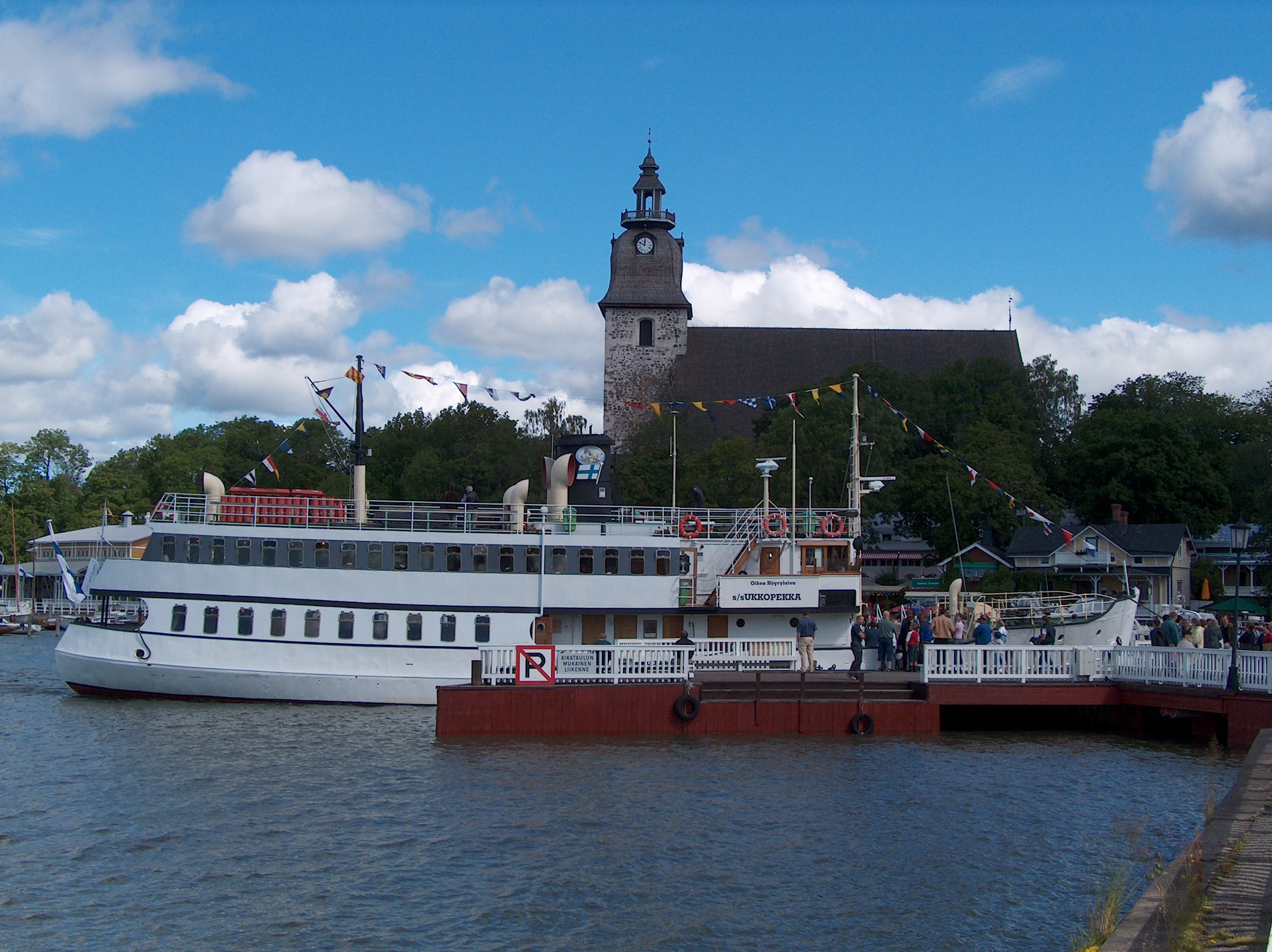
Nådendals kyrka och S/S Ukkopekka

Nådendal (finska: Naantali) är en stad i landskapet Egentliga Finland, 17 km nordväst om Åbo. Nådendal har cirka 19 579 invånare och har en yta på 687,97 km². Staden är enspråkigt finsk. Dock är 1,3 % av befolkningen svenskspråkig. 
Bland turistattraktionerna i Nådendal finns Muminvärlden samt Klosterkyrkan som byggdes mellan åren 1443 och 1462. Gästhamnen besöks på somrarna även av många svenska segelbåtar.

## Namn
Stadens officiella namn är Nådendal på svenska och Naantali på finska. Naantali är en förfinskning av den svenska namnformen. Från stadens latinska namn Vallis gratiæ kommer bokstäverna "vg" i stadsvapnet.

## Historia

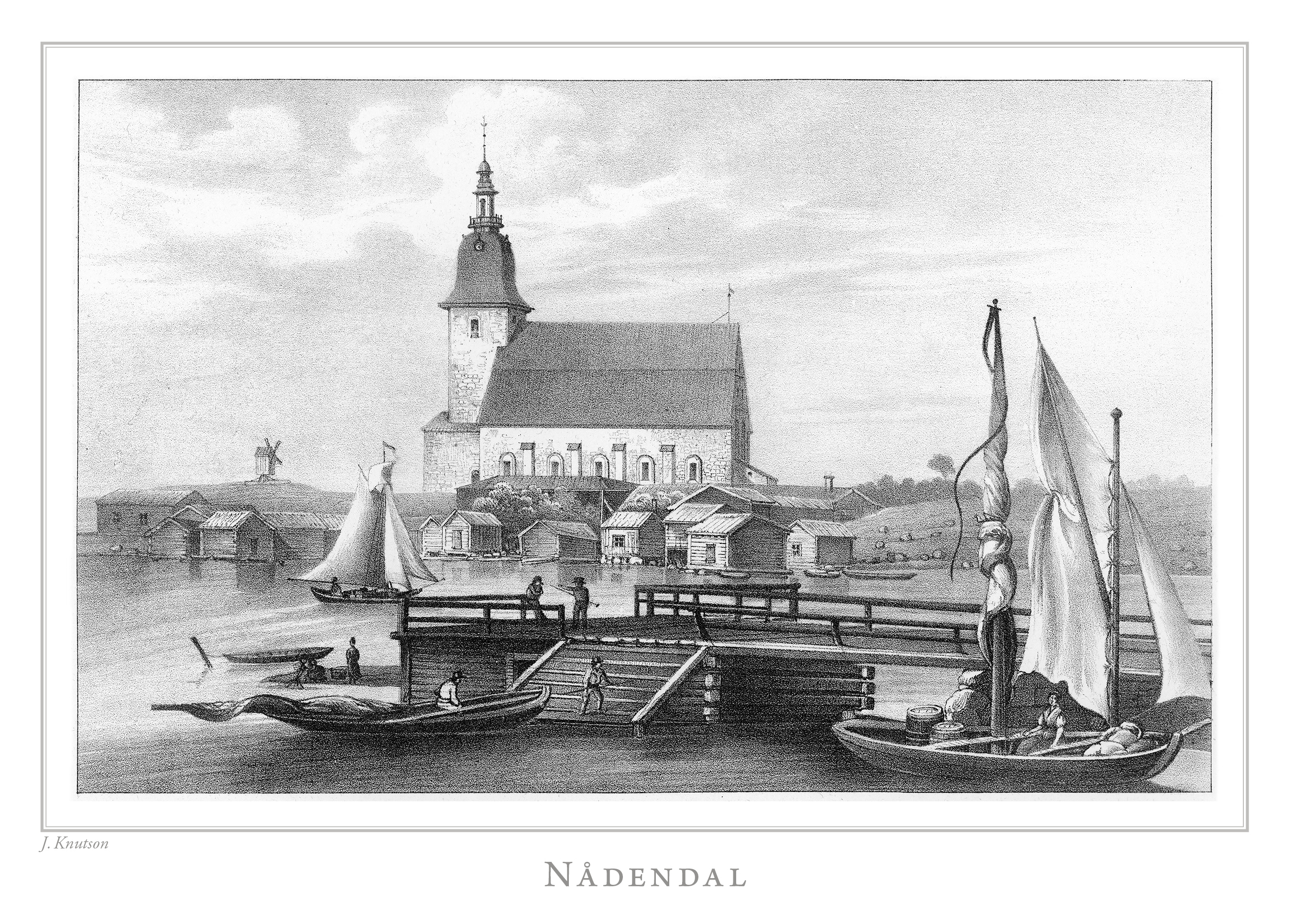
Litografi av Nådendal med kloster, publicerad i Finland framstäldt i teckningar av Zacharias Topelius.

Staden har sitt ursprung i det birgittinkloster, Nådendals kloster, som flyttades hit år 1443, grundat fem år tidigare i Karinkylä by. Av det återstår i Nådendal endast klosterkyrkan, som tömdes under reformationen och skadades svårt 1628 men som upprustades av Per Brahe d.y., som på egen bekostnad år 1660 försatte klosterkyrkan i hjälpligt skick. Därefter har den genomgått flera renoveringar och kan visa upp bland annat ett fint altarskåp från Danzig, vilket under klostertiden hade sin plats på högaltaret i koret.

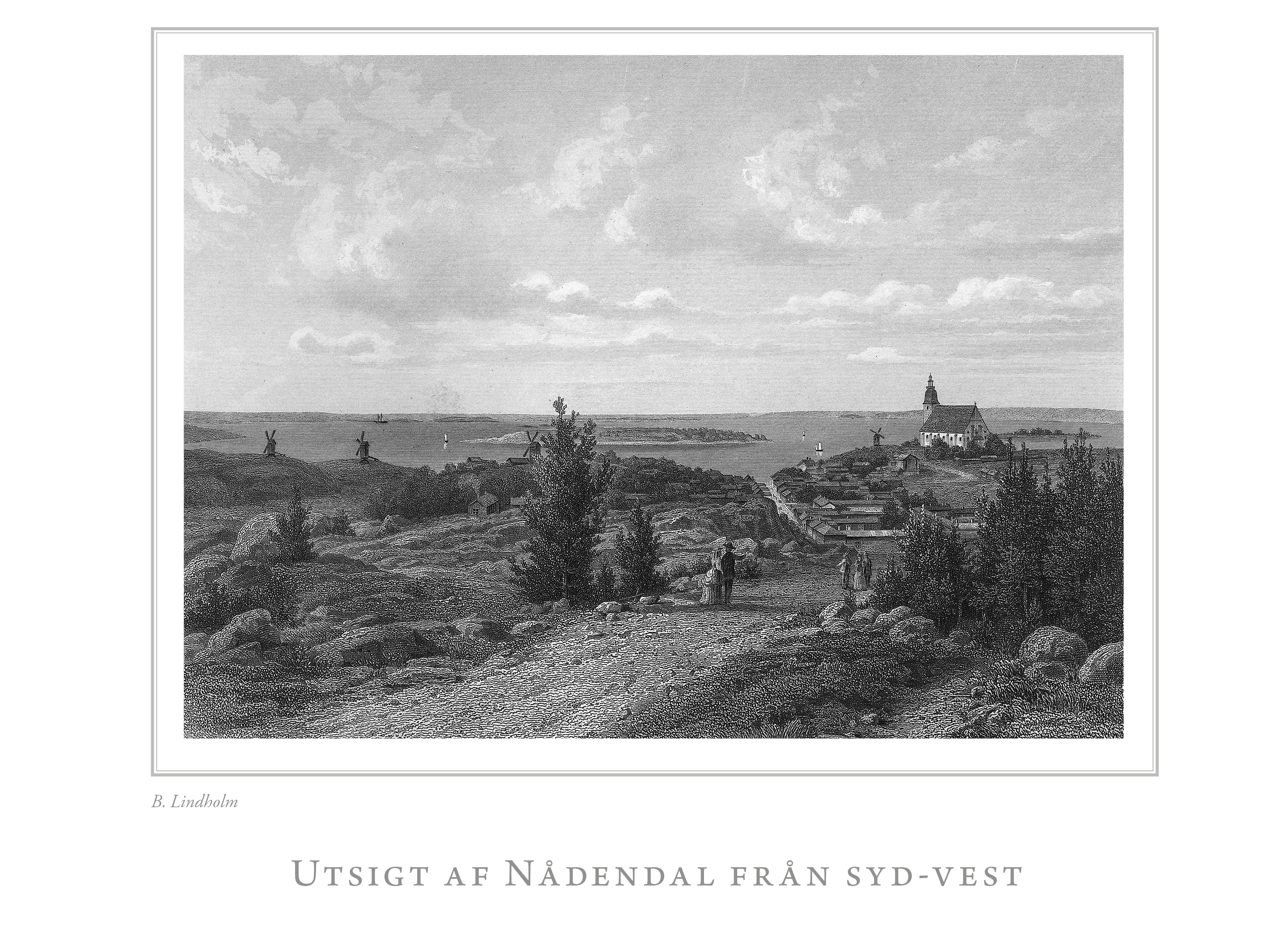
Stålstick av Nådendal i mitten av 1800-talet från En resa i Finland av Zacharias Topelius.

Under andra hälften av 1800-talet var staden en känd badort i Finland, och sedan 1923 har Finlands president sitt sommarresidens – Gullranda – i Nådendal (innan 1964 i Nådendals landskommun).
Nådendals stad inkorporerade Nådendals landskommun 1 januari 1964 samt kommunerna Merimasku, Rimito och Velkua 1 januari 2009.

## Geografi
I staden finns byn och egendomen Nygård (fi. Uusikartano) egendomen Ekstensholm, egendomen Soininen samt bergen Kopparberget och Nunneberget (fi. Nunnavuori).

## Politik

### Mandatfördelning i Nådendals stad, valen 1976–2025
| 4 | 7 |  | 2 | 4 |  | 8 |

| 4 | 12 | 2 | 2 | 2 | 13 |

| 3 | 11 |  | 3 | 2 |  | 14 |

| 4 | 10 |  | 2 |  |  |  | 15 |

| 3 | 13 | 3 |  |  |  |  | 12 |

| 3 | 13 | 2 | 2 |  | 14 |

| 2 | 12 | 3 | 2 |  | 15 |

| 2 | 13 | 2 |  |  |  | 15 |

| 21 | 14 |

| 2 | 13 | 2 | 6 |  |  | 18 |

| 26 | 17 |

| 2 | 11 | 2 | 5 | 5 |  | 17 |

| 27 | 16 |

| 2 | 10 | 5 | 4 | 5 |  | 16 |

| 28 | 15 |

|  | 9 | 4 | 6 | 5 | 2 | 16 |

| 27 | 16 |

| 2 | 10 | 3 | 2 | 5 | 2 | 19 |

| 23 | 20 |

### Vänorter
Nådendal har följande vänorter:
- Kirovsk, Ryssland
- Nordfyns kommun, Danmark
- Puck, Polen
- Svelviks kommun, Norge
- Vadstena kommun, Sverige
- Vesturbyggð, Island

## Ekonomi och infrastruktur

### Sjöfart
Hamnen i Nådendal är livligt trafikerad. Det går passagerartrafik till Kapellskär med Finnlink som dock har stor andel lastbilstrafik också. Det klassiska rederiet till Nådendal var förut Viking Line som hade omfattande trafik från Kapellskär på 1970 och 1980-talen.
Sommartid går ångbåtstrafik mellan Nådendals gamla hamn och Åbo.

## Demografi
Den 31 december 2017 var kommunens befolkning 19 167 invånare, varav 18 480 (eller 96,4 %) var finskspråkiga, 260 (1,4 %) var svenskspråkiga och 1 talade samiska. 460 personer talade övriga eller främmande språk (2,2 %). Antalet personer med ett utländskt medborgarskap var 308 eller 1,6 % av kommunens befolkning.

### Befolkningsutveckling
| Befolkningsutvecklingen i Nådendals stad 1880–2020 | Befolkningsutvecklingen i Nådendals stad 1880–2020 | Befolkningsutvecklingen i Nådendals stad 1880–2020 | Befolkningsutvecklingen i Nådendals stad 1880–2020 | Befolkningsutvecklingen i Nådendals stad 1880–2020 |
| --- | -------------------------------------------------- | -------------------------------------------------- | -------------------------------------------------- | -------------------------------------------------- |
| |                                                    |                                                    |                                                    |                                                    |
| År |                                                    |                                                    | Folkmängd                                          |                                                    |
| 1880 | 1880                                               |                                                    | 541                                                |                                                    |
| 1890 | 1890                                               |                                                    | 687                                                |                                                    |
| 1900 | 1900                                               |                                                    | 907                                                |                                                    |
| 1910 | 1910                                               |                                                    | 860                                                |                                                    |
| 1920 | 1920                                               |                                                    | 795                                                |                                                    |
| 1930 | 1930                                               |                                                    | 703                                                |                                                    |
| 1940 | 1940                                               |                                                    | 1 047                                              |                                                    |
| 1950 | 1950                                               |                                                    | 1 938                                              |                                                    |
| 1960 | 1960                                               |                                                    | 2 735                                              |                                                    |
| 1970 | 1970                                               |                                                    | 6 738                                              |                                                    |
| 1975 | 1975                                               |                                                    | 7 924                                              |                                                    |
| 1980 | 1980                                               |                                                    | 8 714                                              |                                                    |
| 1985 | 1985                                               |                                                    | 10 192                                             |                                                    |
| 1990 | 1990                                               |                                                    | 11 335                                             |                                                    |
| 1995 | 1995                                               |                                                    | 12 412                                             |                                                    |
| 2000 | 2000                                               |                                                    | 13 133                                             |                                                    |
| 2005 | 2005                                               |                                                    | 13 960                                             |                                                    |
| 2010 | 2010                                               |                                                    | 18 807                                             |                                                    |
| 2015 | 2015                                               |                                                    | 18 961                                             |                                                    |
| 2020 | 2020                                               |                                                    | 19 427                                             |                                                    |
| Anm: För tidsserien 1980-2020 avser uppgifterna förhållandena den 31 december nämnda år enligt områdesindelningen den 1 januari året efter. Nådendals landskommun inkorporerades 1 januari 1964. 1 januari 2009 slogs Nådendal ihop med kommunerna Merimasku, Rimito och Velkua. |                                                    |                                                    |                                                    |                                                    |